# Élections municipales de 2020 en Saône-et-Loire
Pour un article plus général, voir Élections municipales françaises de 2020.
Les élections municipales de 2020 en Saône-et-Loire étaient prévues les 15 et 22 mars 2020. Comme dans le reste de la France, le report du second tour est annoncé en pleine crise sanitaire liée à la propagation du coronavirus (Covid-19).

## Maires sortants et maires élus
Le scrutin est marqué par une grande stabilité politique, hormis à Cluny où la gauche l'emporte. La droite perd Chauffailles, mais reprend Charnay-lès-Mâcon. 
| Commune                 | Population | Maire sortant            | Parti | Parti | Maire élu             | Parti | Parti |
| ----------------------- | ---------- | ------------------------ | ----- | ----- | --------------------- | ----- | ----- |
| Autun                   | 14 426     | Vincent Chauvet          |       | MoDem | Vincent Chauvet       |       | MoDem |
| Blanzy                  | 6 557      | Hervé Mazurek            |       | PS    | Hervé Mazurek         |       | PS    |
| Bourbon-Lancy           | 5 241      | Édith Gueugneau          |       | DVG   | Édith Gueugneau       |       | DVG   |
| Chagny                  | 5 614      | Michel Picard            |       | DVD   | Sébastien Laurent     |       | DVD   |
| Chalon-sur-Saône        | 44 847     | Gilles Platret           |       | LR    | Gilles Platret        |       | LR    |
| Charnay-lès-Mâcon       | 6 835      | Jean-Louis Andrès        |       | DIV   | Christine Robin       |       | DVD   |
| Châtenoy-le-Royal       | 5 991      | Vincent Bergeret         |       | LR    | Vincent Bergeret      |       | LR    |
| Chauffailles            | 3 868      | Marie-Christine Bignon   |       | LR    | Stéphanie Dumoulin    |       | DIV   |
| Cluny                   | 4 689      | Henri Boniau             |       | LR    | Marie Fauvet          |       | DVG   |
| Digoin                  | 8 146      | Fabien Genet             |       | LR    | Fabien Genet          |       | LR    |
| Givry                   | 3 694      | Juliette Metenier-Dupont |       | DVD   | Sébastien Ragot       |       | DVD   |
| Gueugnon                | 7 386      | Dominique Lotte          |       | PS    | Dominique Lotte       |       | PS    |
| La Chapelle-de-Guinchay | 3 829      | Jean-François Gueritaine |       | DVD   | Herve Carreau         |       | DVD   |
| Le Breuil               | 3 622      | Chantal Cordelier        |       | PS    | Chantal Cordelier     |       | PS    |
| Le Creusot              | 22 620     | David Marti              |       | PS    | David Marti           |       | PS    |
| Louhans                 | 6 551      | Frédérique Bouchet       |       | LR    | Frédérique Bouchet    |       | LR    |
| Mâcon                   | 33 730     | Jean-Patrick Courtois    |       | LR    | Jean-Patrick Courtois |       | LR    |
| Montceau-les-Mines      | 19 124     | Marie-Claude Jarrot      |       | LR    | Marie-Claude Jarrot   |       | LR    |
| Montchanin              | 5 388      | Jean-Yves Vernochet      |       | PS    | Jean-Yves Vernochet   |       | PS    |
| Paray-le-Monial         | 9 094      | Jean-Marc Nesme          |       | LR    | Jean-Marc Nesme       |       | LR    |
| Saint-Marcel            | 5 816      | Raymond Burdin           |       | LR    | Raymond Burdin        |       | LR    |
| Saint-Rémy              | 6 293      | Florence Plissonnier     |       | DVD   | Florence Plissonnier  |       | DVD   |
| Saint-Vallier           | 8 975      | Alain Philibert          |       | PCF   | Alain Philibert       |       | PCF   |
| Sanvignes-les-Mines     | 4 394      | Jean-Claude Lagrange     |       | PS    | Jean-Claude Lagrange  |       | PS    |
| Tournus                 | 5 814      | Bertrand Veau            |       | DVG   | Bertrand Veau         |       | DVG   |

### Résultats en nombre de maires
| Partis       | Partis                    | Maires sortants | Maires élus | Évolution     |
| ------------ | ------------------------- | --------------- | ----------- | ------------- |
|              | Divers gauche             | 2               | 3           | 1             |
|              | Parti socialiste          | 6               | 6           | en stagnation |
|              | Parti communiste français | 1               | 1           | en stagnation |
| Total gauche | Total gauche              | 8               | 9           | 1             |
|              | MoDem                     | 1               | 1           | en stagnation |
| Total centre | Total centre              | 1               | 1           | en stagnation |
|              | Divers droite             | 4               | 5           | 1             |
|              | Les Républicains          | 10              | 8           | 2             |
| Total droite | Total droite              | 14              | 13          | 1             |
|              | Divers                    | 1               | 1           | en stagnation |
| Total        | Total                     | 25              | 25          | -             |

## Résultats dans les communes de plus de1 500 habitants

### Autun
- Maire sortant : Vincent Chauvet (MoDem)
- 33 sièges à pourvoir au conseil municipal (population légale 2017 : 13 290 habitants)
- 25 sièges à pourvoir au conseil communautaire (CC du Grand Autunois Morvan)

|                                                          |                          |                          |              |              |             |             |        |        |  |
| Tête de liste                                            | Tête de liste            | Liste                    | Premier tour | Premier tour | Second tour | Second tour | Sièges | Sièges |  |
| Tête de liste                                            | Tête de liste            | Liste                    | Voix         | %            | Voix        | %           | CM     | CC     |  |
|                                                          | Vincent Chauvet          | MoDem                    | 1 870        | 43,84        | 2 764       | 52,96       | 26     | 19     |  |
| Autun, une ville dans le rythme                          |                          |                          | 1 870        | 43,84        | 2 764       | 52,96       | 26     | 19     |  |
|                                                          | Frédéric Brochot         | DVD                      | 1 928        | 45,20        | 2 455       | 47,03       | 7      | 6      |  |
| Une nouvelle énergie pour Autun                          |                          |                          | 1 928        | 45,20        | 2 455       | 47,03       | 7      | 6      |  |
|                                                          | Bertrand Joly            | DVD                      | 291          | 6,82         |             |             | 0      | 0      |  |
| Générations Autun                                        |                          |                          | 291          | 6,82         |             |             | 0      | 0      |  |
|                                                          | Simonne Pallant          | LO                       | 176          | 4,12         | 0           | 0           |        |        |  |
| Lutte ouvrière - Faire entendre le camp des travailleurs |                          |                          | 176          | 4,12         | 0           | 0           |        |        |  |
|                                                          |                          |                          |              |              |             |             |        |        |  |
| Votes valides                                            | Votes valides            | Votes valides            | 4 265        | 95,97        | 5 219       | 96,13       |        |        |  |
| Votes blancs                                             | Votes blancs             | Votes blancs             | 65           | 1,46         | 102         | 1,88        |        |        |  |
| Votes nuls                                               | Votes nuls               | Votes nuls               | 114          | 2,57         | 108         | 1,99        |        |        |  |
| Total                                                    | Total                    | Total                    | 4 444        | 100          | 5 429       | 100         | 33     | 25     |  |
| Abstention                                               | Abstention               | Abstention               | 5 262        | 54,21        | 4 263       | 43,98       |        |        |  |
| Inscrits / participation                                 | Inscrits / participation | Inscrits / participation | 9 706        | 45,79        | 9 692       | 56,02       |        |        |  |

### Blanzy
- Maire sortant : Hervé Mazurek (PS)
- 29 sièges à pourvoir au conseil municipal (population légale 2017 : 6 146 habitants)
- 4 sièges à pourvoir au conseil communautaire (CU Creusot Montceau)

|                          |                          |                          |              |              |        |        |  |  |  |
| Tête de liste            | Tête de liste            | Liste                    | Premier tour | Premier tour | Sièges | Sièges |  |  |  |
| Tête de liste            | Tête de liste            | Liste                    | Voix         | %            | CM     | CC     |  |  |  |
|                          | Hervé Mazurek            | PS                       | 1 284        | 100,00       | 29     | 4      |  |  |  |
| Votes valides            | Votes valides            | Votes valides            | 1 284        | 91,78        |        |        |  |  |  |
| Votes blancs             | Votes blancs             | Votes blancs             | 48           | 3,43         |        |        |  |  |  |
| Votes nuls               | Votes nuls               | Votes nuls               | 67           | 4,79         |        |        |  |  |  |
| Total                    | Total                    | Total                    | 1 399        | 100          | 29     | 4      |  |  |  |
| Abstention               | Abstention               | Abstention               | 3 424        | 70,99        |        |        |  |  |  |
| Inscrits / participation | Inscrits / participation | Inscrits / participation | 4 823        | 29,01        |        |        |  |  |  |

### Bourbon-Lancy
- Maire sortante : Édith Gueugneau (DVG)
- 27 sièges à pourvoir au conseil municipal (population légale 2017 : 4 927 habitants)
- 11 sièges à pourvoir au conseil communautaire (CC entre Arroux, Loire et Somme)

|                          |                          |                          |              |              |        |        |  |  |  |
| Tête de liste            | Tête de liste            | Liste                    | Premier tour | Premier tour | Sièges | Sièges |  |  |  |
| Tête de liste            | Tête de liste            | Liste                    | Voix         | %            | CM     | CC     |  |  |  |
|                          | Édith Gueugneau          | DVG                      | 1165         | 63,17        | 22     | 9      |  |  |  |
|                          | Franck Charmensat        | DVD                      | 679          | 36,82        | 5      | 2      |  |  |  |
| Votes valides            | Votes valides            | Votes valides            | 1 844        | 93,56        |        |        |  |  |  |
| Votes blancs             | Votes blancs             | Votes blancs             | 56           | 2,84         |        |        |  |  |  |
| Votes nuls               | Votes nuls               | Votes nuls               | 71           | 3,60         |        |        |  |  |  |
| Total                    | Total                    | Total                    | 1 971        | 100          | 27     | 11     |  |  |  |
| Abstention               | Abstention               | Abstention               | 1 770        | 47,31        |        |        |  |  |  |
| Inscrits / participation | Inscrits / participation | Inscrits / participation | 3 741        | 52,69        |        |        |  |  |  |

### Branges
- Maire sortant : Anthony Vadot (SE)
- 19 sièges à pourvoir au conseil municipal (population légale 2017 : 2 357 habitants)
- 3 sièges à pourvoir au conseil communautaire (CC Bresse Louhannaise Intercom')

|                          |                          |                          |              |              |        |        |  |  |  |
| Tête de liste            | Tête de liste            | Liste                    | Premier tour | Premier tour | Sièges | Sièges |  |  |  |
| Tête de liste            | Tête de liste            | Liste                    | Voix         | %            | CM     | CC     |  |  |  |
|                          | Anthony Vadot            | SE                       | 692          | 100,00       | 19     | 3      |  |  |  |
|                          |                          |                          |              |              |        |        |  |  |  |
| Votes valides            | Votes valides            | Votes valides            | 692          | 86,93        |        |        |  |  |  |
| Votes blancs             | Votes blancs             | Votes blancs             | 17           | 2,14         |        |        |  |  |  |
| Votes nuls               | Votes nuls               | Votes nuls               | 87           | 10,93        |        |        |  |  |  |
| Total                    | Total                    | Total                    | 796          | 100          | 19     | 3      |  |  |  |
| Abstention               | Abstention               | Abstention               | 949          | 54,38        |        |        |  |  |  |
| Inscrits / participation | Inscrits / participation | Inscrits / participation | 1 745        | 45,62        |        |        |  |  |  |

### Buxy
- Maire sortant : Dominique Lanoiselet (DVD)
- 19 sièges à pourvoir au conseil municipal (population légale 2017 : 2 136 habitants)
- 9 sièges à pourvoir au conseil communautaire (CC Sud Côte Chalonnaise)

|                          | Dominique Lanoiselet        | DVD                      | 496   | 61,00 | 16 | 8 |  |  |
|                          | Peggy Claude Muriel Gaborit | SE                       | 317   | 38,99 | 3  | 1 |  |  |
|                          |                             |                          |       |       |    |   |  |  |
| Votes valides            | Votes valides               | Votes valides            | 813   | 97,48 |    |   |  |  |
| Votes blancs             | Votes blancs                | Votes blancs             | 4     | 0,48  |    |   |  |  |
| Votes nuls               | Votes nuls                  | Votes nuls               | 17    | 2,04  |    |   |  |  |
| Total                    | Total                       | Total                    | 834   | 100   | 19 | 9 |  |  |
| Abstention               | Abstention                  | Abstention               | 659   | 44,14 |    |   |  |  |
| Inscrits / participation | Inscrits / participation    | Inscrits / participation | 1 493 | 55,86 |    |   |  |  |

### Chagny
- Maire sortant : Michel Picard (DVD)
- 29 sièges à pourvoir au conseil municipal (population légale 2017 : 5 543 habitants)
- 7 sièges à pourvoir au conseil communautaire (CA Beaune Côte et Sud)

| Tête de liste            | Tête de liste            | Liste                    | Premier tour | Premier tour | Second tour | Second tour | Sièges | Sièges |
| Tête de liste            | Tête de liste            | Liste                    | Voix         | %            | Voix        | %           | CM     | CC     |
| ------------------------ | ------------------------ | ------------------------ | ------------ | ------------ | ----------- | ----------- | ------ | ------ |
|                          | Sébastien Laurent        | DVD                      | 529          | 33,43        | 702         | 41,48       | 21     | 5      |
|                          | Estelle Bernard-Brunaud  | DVD                      | 572          | 36,15        | 520         | 30,73       | 4      | 1      |
|                          | Richard Beninger         | DVG                      | 481          | 30,40        | 470         | 27,77       | 4      | 1      |
|                          |                          |                          |              |              |             |             |        |        |
| Votes valides            | Votes valides            | Votes valides            | 1 582        | 98,08        | 1692        | 98,14       |        |        |
| Votes blancs             | Votes blancs             | Votes blancs             | 12           | 0,74         | 15          | 0,87        |        |        |
| Votes nuls               | Votes nuls               | Votes nuls               | 19           | 1,18         | 17          | 0,99        |        |        |
| Total                    | Total                    | Total                    | 1 613        | 100          | 1 724       | 100         | 29     | 7      |
| Abstention               | Abstention               | Abstention               | 2 362        | 59,42        | 2 229       | 56,39       |        |        |
| Inscrits / participation | Inscrits / participation | Inscrits / participation | 3 975        | 40,58        | 3 953       | 43,61       |        |        |

### Chalon-sur-Saône
- Maire sortant : Gilles Platret (LR)
- 43 sièges à pourvoir au conseil municipal (population légale 2017 : 45 096 habitants)
- 34 sièges à pourvoir au conseil communautaire (CA Le Grand Chalon)

Gilles Platret se présente de nouveau et il est réélu dès le premier tour avec 52,93 % des suffrages exprimés. L'abstention est très forte (62,64 %).
| Tête de liste                                            | Tête de liste            | Liste                    | Premier tour | Premier tour | Sièges | Sièges |  |
| Tête de liste                                            | Tête de liste            | Liste                    | Voix         | %            | CM     | CC     |  |
|                                                          | Gilles Platret           | LR                       | 5 007        | 52,93        | 34     | 28     |  |
| En avant Chalon                                          |                          |                          | 5 007        | 52,93        | 34     | 28     |  |
|                                                          | Mourad Laouès            | EELV-GE-AEI              | 1 319        | 13,94        | 3      | 2      |  |
| Bien vivre à Chalon 2020                                 |                          |                          | 1 319        | 13,94        | 3      | 2      |  |
|                                                          | Nathalie Leblanc         | PS                       | 1 181        | 12,48        | 3      | 2      |  |
| Cultivons Chalon                                         |                          |                          | 1 181        | 12,48        | 3      | 2      |  |
|                                                          | Isabelle Dechaume        | LREM diss.-UDI           | 799          | 8,44         | 2      | 1      |  |
| Chaque jour Chalon                                       |                          |                          | 799          | 8,44         | 2      | 1      |  |
|                                                          | Alain Rousselot-Pailley  | LREM                     | 600          | 6,34         | 1      | 1      |  |
| Ensemble Chalon                                          |                          |                          | 600          | 6,34         | 1      | 1      |  |
|                                                          | Franck Diop              | RN                       | 318          | 3,36         | 0      | 0      |  |
| Ensemble pour Chalon                                     |                          |                          | 318          | 3,36         | 0      | 0      |  |
|                                                          | Pascal Dufraigne         | LO                       | 235          | 2,48         | 0      | 0      |  |
| Lutte ouvrière - Faire entendre le camp des travailleurs |                          |                          | 235          | 2,48         | 0      | 0      |  |
|                                                          |                          |                          |              |              |        |        |  |
| Votes valides                                            | Votes valides            | Votes valides            | 9 459        | 97,37        |        |        |  |
| Votes blancs                                             | Votes blancs             | Votes blancs             | 75           | 0,77         |        |        |  |
| Votes nuls                                               | Votes nuls               | Votes nuls               | 180          | 1,85         |        |        |  |
| Total                                                    | Total                    | Total                    | 9 714        | 100          | 43     | 34     |  |
| Abstention                                               | Abstention               | Abstention               | 16 287       | 62,64        |        |        |  |
| Inscrits / participation                                 | Inscrits / participation | Inscrits / participation | 26 001       | 37,36        |        |        |  |

### Champforgeuil
- Maire sortant : René Guyennot (PS)
- 23 sièges à pourvoir au conseil municipal (population légale 2017 : 2 534 habitants)
- 1 siège à pourvoir au conseil communautaire (CA Le Grand Chalon)

|                          | Annie Sassignol          | n.c.                     | 434   | 100,00 | 23 | 1 |  |  |
|                          |                          |                          |       |        |    |   |  |  |
| Votes valides            | Votes valides            | Votes valides            | 434   | 81,58  |    |   |  |  |
| Votes blancs             | Votes blancs             | Votes blancs             | 31    | 5,83   |    |   |  |  |
| Votes nuls               | Votes nuls               | Votes nuls               | 67    | 12,59  |    |   |  |  |
| Total                    | Total                    | Total                    | 532   | 100    | 23 | 1 |  |  |
| Abstention               | Abstention               | Abstention               | 1 105 | 67,50  |    |   |  |  |
| Inscrits / participation | Inscrits / participation | Inscrits / participation | 1 637 | 32,50  |    |   |  |  |

### Charnay-lès-Mâcon
- Maire sortant : Jean-Louis Andrès (SE)
- 29 sièges à pourvoir au conseil municipal (population légale 2017 : 7 376 habitants)
- 6 sièges à pourvoir au conseil communautaire (CA Mâconnais Beaujolais Agglomération)

| Tête de liste            | Tête de liste            | Liste                    | Premier tour | Premier tour | Second tour | Second tour | Sièges | Sièges |
| Tête de liste            | Tête de liste            | Liste                    | Voix         | %            | Voix        | %           | CM     | CC     |
| ------------------------ | ------------------------ | ------------------------ | ------------ | ------------ | ----------- | ----------- | ------ | ------ |
|                          | Christine Robin          | DVD                      | 776          | 35,69        | 1 038       | 45,88       | 21     | 5      |
|                          | Serge Gaulias            | DVD                      | 346          | 15,91        | 602         | 26,61       | 4      | 1      |
|                          | Laurent Voisin           | DVD                      | 386          | 17,75        | 602         | 26,61       | 4      | 1      |
|                          | Jean-Pierre Petit        | DVG                      | 333          | 15,31        | 321         | 14,19       | 2      | 0      |
|                          | Roland Plantier          | DIV                      | 333          | 15,31        | 301         | 13,30       | 2      | 0      |
|                          |                          |                          |              |              |             |             |        |        |
| Votes valides            | Votes valides            | Votes valides            | 2 174        | 95,31        | 2 262       | 97,80       |        |        |
| Votes blancs             | Votes blancs             | Votes blancs             | 33           | 1,45         | 21          | 0,91        |        |        |
| Votes nuls               | Votes nuls               | Votes nuls               | 74           | 3,24         | 30          | 1,30        |        |        |
| Total                    | Total                    | Total                    | 2 281        | 100          | 2 313       | 100         | 29     | 6      |
| Abstention               | Abstention               | Abstention               | 3 482        | 60,42        | 3 446       | 59,84       |        |        |
| Inscrits / participation | Inscrits / participation | Inscrits / participation | 5 763        | 39,58        | 5 759       | 40,16       |        |        |

### Charolles
- Maire sortant : Pierre Berthier (LR)
- 23 sièges à pourvoir au conseil municipal (population légale 2017 : 2 785 habitants)
- 4 sièges à pourvoir au conseil communautaire (CC Le Grand Charolais)

|                          | Pierre Berthier          | LR                       | 647   | 67,74 | 20 | 4 |  |  |
|                          | Marie-Thérèse Baujon     | DVD                      | 308   | 32,25 | 3  | 0 |  |  |
|                          |                          |                          |       |       |    |   |  |  |
| Votes valides            | Votes valides            | Votes valides            | 955   | 96,76 |    |   |  |  |
| Votes blancs             | Votes blancs             | Votes blancs             | 12    | 1,22  |    |   |  |  |
| Votes nuls               | Votes nuls               | Votes nuls               | 20    | 2,03  |    |   |  |  |
| Total                    | Total                    | Total                    | 987   | 100   | 23 | 4 |  |  |
| Abstention               | Abstention               | Abstention               | 915   | 48,11 |    |   |  |  |
| Inscrits / participation | Inscrits / participation | Inscrits / participation | 1 902 | 51,89 |    |   |  |  |

### Châtenoy-le-Royal
- Maire sortant : Vincent Bergeret (LR)
- 29 sièges à pourvoir au conseil municipal (population légale 2017 : 6 177 habitants)
- 4 sièges à pourvoir au conseil communautaire (CA Le Grand Chalon)

|                          | Vincent Bergeret         | LR                       | 1 190 | 68,46 | 25 | 4 |  |  |
|                          | Pascal Legoux            | DVG                      | 384   | 22,09 | 3  | 0 |  |  |
|                          | Marine Mangione          | DVC                      | 164   | 9,43  | 1  | 0 |  |  |
|                          |                          |                          |       |       |    |   |  |  |
| Votes valides            | Votes valides            | Votes valides            | 1 738 | 97,70 |    |   |  |  |
| Votes blancs             | Votes blancs             | Votes blancs             | 18    | 1,01  |    |   |  |  |
| Votes nuls               | Votes nuls               | Votes nuls               | 23    | 1,29  |    |   |  |  |
| Total                    | Total                    | Total                    | 1 779 | 100   | 29 | 4 |  |  |
| Abstention               | Abstention               | Abstention               | 2 928 | 62,21 |    |   |  |  |
| Inscrits / participation | Inscrits / participation | Inscrits / participation | 4 707 | 37,79 |    |   |  |  |

### Chauffailles
- Maire sortant : Marie-Christine Bignon (LR)
- 27 sièges à pourvoir au conseil municipal (population légale 2017 : 3 708 habitants)
- 11 sièges à pourvoir au conseil communautaire (CC La Clayette Chauffailles en Brionnais)

|                          | Stéphanie Dumoulin       | DIV                      | 847   | 55,57 | 22 | 9  |  |  |
|                          | Séverine Gardon-Morin    | DVD                      | 367   | 24,08 | 3  | 1  |  |  |
|                          | Guy Dadolle              | DIV                      | 310   | 20,34 | 2  | 1  |  |  |
|                          |                          |                          |       |       |    |    |  |  |
| Votes valides            | Votes valides            | Votes valides            | 1 524 | 98,45 |    |    |  |  |
| Votes blancs             | Votes blancs             | Votes blancs             | 13    | 0,84  |    |    |  |  |
| Votes nuls               | Votes nuls               | Votes nuls               | 11    | 0,71  |    |    |  |  |
| Total                    | Total                    | Total                    | 1 548 | 100   | 27 | 11 |  |  |
| Abstention               | Abstention               | Abstention               | 1 328 | 46,18 |    |    |  |  |
| Inscrits / participation | Inscrits / participation | Inscrits / participation | 2 876 | 53,82 |    |    |  |  |

### Ciry-le-Noble
- Maire sortant : Gilles Dutremble (DVD)
- 19 sièges à pourvoir au conseil municipal (population légale 2017 : 2 275 habitants)
- 1 sièges à pourvoir au conseil communautaire (CU Creusot Montceau)

| Tête de liste            | Tête de liste            | Liste                    | Premier tour | Premier tour | Second tour | Second tour | Sièges | Sièges |
| Tête de liste            | Tête de liste            | Liste                    | Voix         | %            | Voix        | %           | CM     | CC     |
| ------------------------ | ------------------------ | ------------------------ | ------------ | ------------ | ----------- | ----------- | ------ | ------ |
|                          | Alain Robert             | n.c.                     | 289          | 38,68        | 427         | 52,97       | 15     | 1      |
|                          | Jean-Charles Diry        | n.c.                     | 321          | 42,97        | 379         | 47,02       | 4      | 0      |
|                          | Daniel Bouffange         | n.c.                     | 137          | 18,34        | Retrait     | Retrait     | 0      | 0      |
|                          |                          |                          |              |              |             |             |        |        |
| Votes valides            | Votes valides            | Votes valides            | 747          | 97,77        | 806         | 98,41       |        |        |
| Votes blancs             | Votes blancs             | Votes blancs             | 9            | 1,18         | 4           | 0,49        |        |        |
| Votes nuls               | Votes nuls               | Votes nuls               | 8            | 1,05         | 9           | 1,10        |        |        |
| Total                    | Total                    | Total                    | 764          | 100          | 819         | 100         | 19     | 1      |
| Abstention               | Abstention               | Abstention               | 875          | 53,39        | 819         | 50,06       |        |        |
| Inscrits / participation | Inscrits / participation | Inscrits / participation | 1 639        | 46,61        | 1 636       | 49,94       |        |        |

### Cluny
- Maire sortant : Henri Boniau (LR)
- 27 sièges à pourvoir au conseil municipal (population légale 2017 : 4 830 habitants)
- 17 sièges à pourvoir au conseil communautaire (CC du Clunisois)

| Tête de liste            | Tête de liste            | Liste                    | Premier tour | Premier tour | Second tour | Second tour | Sièges | Sièges |
| Tête de liste            | Tête de liste            | Liste                    | Voix         | %            | Voix        | %           | CM     | CC     |
| ------------------------ | ------------------------ | ------------------------ | ------------ | ------------ | ----------- | ----------- | ------ | ------ |
|                          | Marie Fauvet             | DVG                      | 642          | 36,83        | 869         | 47,02       | 20     | 13     |
|                          | Henri Boniau             | LR                       | 454          | 26,04        | 554         | 29,97       | 4      | 3      |
|                          | Paul Galland             | PCF                      | 413          | 23,69        | 296         | 16,01       | 2      | 1      |
|                          | Jacques Loron            | DVD                      | 234          | 13,42        | 129         | 6,98        | 1      | 0      |
|                          |                          |                          |              |              |             |             |        |        |
| Votes valides            | Votes valides            | Votes valides            | 1 743        | 97,87        | 1 848       | 98,45       |        |        |
| Votes blancs             | Votes blancs             | Votes blancs             | 19           | 1,07         | 9           | 0,48        |        |        |
| Votes nuls               | Votes nuls               | Votes nuls               | 19           | 1,07         | 20          | 1,07        |        |        |
| Total                    | Total                    | Total                    | 1 781        | 100          | 1 877       | 100         | 27     | 17     |
| Abstention               | Abstention               | Abstention               | 1 448        | 44,84        | 1 353       | 41,89       |        |        |
| Inscrits / participation | Inscrits / participation | Inscrits / participation | 3 229        | 55,16        | 3 230       | 58,11       |        |        |

### Crêches-sur-Saône
- Maire sortant : Michel Rosi (SE)
- 23 sièges à pourvoir au conseil municipal (population légale 2017 : 2 986 habitants)
- 2 sièges à pourvoir au conseil communautaire (CA Mâconnais Beaujolais Agglomération)

|                          | Roger Thévenot           | n.c.                     | 683   | 66,31 | 19 | 2 |  |  |
|                          | Alain Houdinet           | n.c.                     | 347   | 33,68 | 4  | 0 |  |  |
|                          |                          |                          |       |       |    |   |  |  |
| Votes valides            | Votes valides            | Votes valides            | 1 030 | 98,85 |    |   |  |  |
| Votes blancs             | Votes blancs             | Votes blancs             | 7     | 0,67  |    |   |  |  |
| Votes nuls               | Votes nuls               | Votes nuls               | 5     | 0,48  |    |   |  |  |
| Total                    | Total                    | Total                    | 1 042 | 100   | 23 | 2 |  |  |
| Abstention               | Abstention               | Abstention               | 1 327 | 56,02 |    |   |  |  |
| Inscrits / participation | Inscrits / participation | Inscrits / participation | 2 369 | 43,98 |    |   |  |  |

### Crissey
- Maire sortant : Eric Mermet (DVD)
- 19 sièges à pourvoir au conseil municipal (population légale 2017 : 2 480 habitants)
- 1 siège à pourvoir au conseil communautaire (CA Le Grand Chalon)

|                          | Pascal Boulling          | DVD                      | 505   | 100   | 19 | 1 |  |  |
|                          |                          |                          |       |       |    |   |  |  |
| Votes valides            | Votes valides            | Votes valides            | 505   | 81,98 |    |   |  |  |
| Votes blancs             | Votes blancs             | Votes blancs             | 46    | 7,47  |    |   |  |  |
| Votes nuls               | Votes nuls               | Votes nuls               | 65    | 10,55 |    |   |  |  |
| Total                    | Total                    | Total                    | 616   | 100   | 19 | 1 |  |  |
| Abstention               | Abstention               | Abstention               | 1 245 | 66,90 |    |   |  |  |
| Inscrits / participation | Inscrits / participation | Inscrits / participation | 1 861 | 33,10 |    |   |  |  |

### Cuiseaux
- Maire sortant : Christian Leroy[24] (?)
- 19 sièges à pourvoir au conseil municipal (population légale 2017 : 1 829 habitants)
- 2 sièges à pourvoir au conseil communautaire (CC Bresse Louhannaise Intercom')

|                          | Christian Leroy          | n.c.                     | 350   | 100   | 19 | 2 |  |  |
|                          |                          |                          |       |       |    |   |  |  |
| Votes valides            | Votes valides            | Votes valides            | 350   | 81,78 |    |   |  |  |
| Votes blancs             | Votes blancs             | Votes blancs             | 9     | 2,10  |    |   |  |  |
| Votes nuls               | Votes nuls               | Votes nuls               | 69    | 16,12 |    |   |  |  |
| Total                    | Total                    | Total                    | 428   | 33,70 | 19 | 2 |  |  |
| Abstention               | Abstention               | Abstention               | 842   | 66,30 |    |   |  |  |
| Inscrits / participation | Inscrits / participation | Inscrits / participation | 1 270 | 33,70 |    |   |  |  |

### Cuisery
- Maire sortant : Jean-Marc Lehré (DVD)
- 19 sièges à pourvoir au conseil municipal (population légale 2017 : 1 538 habitants)
- 3 sièges à pourvoir au conseil communautaire (CC Terres de Bresse)

|                          | Béatrice Lacroix Mfouara | n.c.                     | 351   | 100   | 19 | 3 |  |  |
|                          |                          |                          |       |       |    |   |  |  |
| Votes valides            | Votes valides            | Votes valides            | 351   | 89,31 |    |   |  |  |
| Votes blancs             | Votes blancs             | Votes blancs             | 9     | 2,29  |    |   |  |  |
| Votes nuls               | Votes nuls               | Votes nuls               | 33    | 8,40  |    |   |  |  |
| Total                    | Total                    | Total                    | 393   | 100   | 19 | 3 |  |  |
| Abstention               | Abstention               | Abstention               | 734   | 65,13 |    |   |  |  |
| Inscrits / participation | Inscrits / participation | Inscrits / participation | 1 127 | 34,87 |    |   |  |  |

### Demigny
- Maire sortant : Maurice Naigeon (DVD)
- 19 sièges à pourvoir au conseil municipal (population légale 2017 : 1 794 habitants)
- 1 siège à pourvoir au conseil communautaire (CA Le Grand Chalon)

| Tête de liste            | Tête de liste            | Liste                    | Premier tour | Premier tour | Second tour | Second tour | Sièges | Sièges |
| Tête de liste            | Tête de liste            | Liste                    | Voix         | %            | Voix        | %           | CM     | CC     |
| ------------------------ | ------------------------ | ------------------------ | ------------ | ------------ | ----------- | ----------- | ------ | ------ |
|                          | Marie-Claire Dilly       | n.c.                     | 299          | 42,29        | 358         | 55,41       | 15     | 1      |
|                          | Maurice Naigeon          | DVD                      | 318          | 44,97        | 288         | 44,58       | 4      | 0      |
|                          | François Michel          | n.c.                     | 90           | 12,72        | Retrait     | Retrait     | 0      | 0      |
|                          |                          |                          |              |              |             |             |        |        |
| Votes valides            | Votes valides            | Votes valides            | 707          | 98,06        | 646         | 97,73       |        |        |
| Votes blancs             | Votes blancs             | Votes blancs             | 7            | 0,97         | 9           | 1,36        |        |        |
| Votes nuls               | Votes nuls               | Votes nuls               | 7            | 0,97         | 6           | 0,91        |        |        |
| Total                    | Total                    | Total                    | 721          | 100          | 661         | 100         | 19     | 1      |
| Abstention               | Abstention               | Abstention               | 621          | 46,27        | 687         | 50,96       |        |        |
| Inscrits / participation | Inscrits / participation | Inscrits / participation | 1 342        | 53,73        | 1 348       | 49,04       |        |        |

### Digoin
- Maire sortant : Fabien Genet (LR)
- 29 sièges à pourvoir au conseil municipal (population légale 2017 : 7 817 habitants)
- 12 sièges à pourvoir au conseil communautaire (CC Le Grand Charolais)

|                          | Fabien Genet             | LR                       | 1 287 | 100,00 | 29 | 12 |  |  |
|                          |                          |                          |       |        |    |    |  |  |
| Votes valides            | Votes valides            | Votes valides            | 1 287 | 88,03  |    |    |  |  |
| Votes blancs             | Votes blancs             | Votes blancs             | 67    | 4,58   |    |    |  |  |
| Votes nuls               | Votes nuls               | Votes nuls               | 108   | 7,39   |    |    |  |  |
| Total                    | Total                    | Total                    | 1 462 | 100    | 29 | 12 |  |  |
| Abstention               | Abstention               | Abstention               | 3 895 | 72,71  |    |    |  |  |
| Inscrits / participation | Inscrits / participation | Inscrits / participation | 5 357 | 27,29  |    |    |  |  |

### Écuisses
- Maire sortant : Édith Calderon (PS)
- 19 sièges à pourvoir au conseil municipal (population légale 2017 : 1 583 habitants)
- 1 siège à pourvoir au conseil communautaire (CU Creusot Montceau)

|                          | Eric Jannot              | n.c.                     | 268   | 100   | 19 | 1 |  |  |
|                          |                          |                          |       |       |    |   |  |  |
| Votes valides            | Votes valides            | Votes valides            | 268   | 74,86 |    |   |  |  |
| Votes blancs             | Votes blancs             | Votes blancs             | 27    | 7,54  |    |   |  |  |
| Votes nuls               | Votes nuls               | Votes nuls               | 63    | 17,60 |    |   |  |  |
| Total                    | Total                    | Total                    | 358   | 100   | 19 | 1 |  |  |
| Abstention               | Abstention               | Abstention               | 950   | 72,63 |    |   |  |  |
| Inscrits / participation | Inscrits / participation | Inscrits / participation | 1 308 | 27,37 |    |   |  |  |

### Épervans
- Maire sortant : Éric Michoux (DVD)

### Épinac
- Maire sortant : Claude Merkel (SE)

### Étang-sur-Arroux
- Maire sortant : Dominique Commeau (SE)

### Fontaines
- Maire sortant : Jean-Claude Gress (DVD)

### Gergy
- Maire sortant : Philippe Fournier (DVG)

### Givry
- Maire sortant : Juliette Metenier-Dupont (DVD)

### Gueugnon
- Maire sortant : Dominique Lotte (PS)

### Hurigny
- Maire sortant : Dominique Deynoux (DVD)

### La Chapelle-de-Guinchay
- Maire sortant : Jean-François Guéritaine (DVD)
- 27 sièges à pourvoir au conseil municipal (population légale 2017 : 4 121 habitants)
- 3 sièges à pourvoir au conseil communautaire (CA Mâconnais Beaujolais Agglomération)

|                                   | Hervé Carreau            | DVD                      | 625   | 54,72  | 21 | 2 |  |  |
| Simplement pour vous et avec vous |                          |                          | 625   | 54,72  | 21 | 2 |  |  |
|                                   | Brigitte Guillaume       | DVD                      | 517   | 45,27  | 6  | 1 |  |  |
| Partageons notre avenir           |                          |                          | 517   | 45,27  | 6  | 1 |  |  |
|                                   |                          |                          |       |        |    |   |  |  |
| Votes valides                     | Votes valides            | Votes valides            | 1 142 | 96,62  |    |   |  |  |
| Votes blancs                      | Votes blancs             | Votes blancs             | 17    | 1,44   |    |   |  |  |
| Votes nuls                        | Votes nuls               | Votes nuls               | 23    | 1,95   |    |   |  |  |
| Total                             | Total                    | Total                    | 1 182 | 100,00 | 27 | 3 |  |  |
| Abstention                        | Abstention               | Abstention               | 1 673 | 58,60  |    |   |  |  |
| Inscrits / participation          | Inscrits / participation | Inscrits / participation | 2 855 | 41,40  |    |   |  |  |

### La Clayette
- Maire sortant : Daniel Laroche

### Le Breuil
- Maire sortant : Chantal Cordelier (PS)

### Le Creusot
- Maire sortant : David Marti (PS)

### Louhans
- Maire sortant : Frédérique Bouchet (DVD)

### Lux
- Maire sortant : 	Denis Evrard (PS)

### Mâcon
- Maire sortant : Jean-Patrick Courtois (LR)

### Marcigny
- Maire sortant : Louis Poncet (DVG)

### Montceau-les-Mines
- Maire sortant : Marie-Claude Jarrot (LR)
- 33 sièges à pourvoir au conseil municipal (population légale 2017 : 18 398 habitants)
- 12 siège à pourvoir au conseil communautaire (CU Creusot Montceau)

| Tête de liste                                            | Tête de liste            | Liste                    | Premier tour | Premier tour | Second tour | Second tour | Sièges | Sièges |
| Tête de liste                                            | Tête de liste            | Liste                    | Voix         | %            | Voix        | %           | CM     | CC     |
| -------------------------------------------------------- | ------------------------ | ------------------------ | ------------ | ------------ | ----------- | ----------- | ------ | ------ |
|                                                          | Marie-Claude Jarrot      | LR-SL                    | 1541         | 40,03        | 1954        | 46,56       | 25     | 9      |
| Aimer Montceau                                           |                          |                          | 1541         | 40,03        | 1954        | 46,56       | 25     | 9      |
|                                                          | Laurent Selvez           | PS-PCF                   | 940          | 24,42        | 1828        | 43,56       | 7      | 3      |
| Gauche unie Montceau 2020                                |                          |                          | 940          | 24,42        | 1828        | 43,56       | 7      | 3      |
|                                                          | Éric Commeau             | DVG                      | 724          | 18,81        | 1828        | 43,56       | 7      | 3      |
| Énergies Citoyennes Montceau 2020                        |                          |                          | 724          | 18,81        | 1828        | 43,56       | 7      | 3      |
|                                                          | Lilian Noirot            | DLF                      | 569          | 14,78        | 414         | 9,86        | 1      | 0      |
| Ensemble, le meilleur pour Montceau !                    |                          |                          | 569          | 14,78        | 414         | 9,86        | 1      | 0      |
|                                                          | Claude Couratier         | LO                       | 75           | 1,94         |             |             | 0      | 0      |
| Lutte ouvrière - Faire entendre le camp des travailleurs |                          |                          | 75           | 1,94         |             |             | 0      | 0      |
|                                                          |                          |                          |              |              |             |             |        |        |
| Votes valides                                            | Votes valides            | Votes valides            | 3 849        | 96,90        | 5 219       | 96,13       |        |        |
| Votes blancs                                             | Votes blancs             | Votes blancs             | 41           | 1,03         | 52          | 1,21        |        |        |
| Votes nuls                                               | Votes nuls               | Votes nuls               | 82           | 2,06         | 38          | 0,89        |        |        |
| Total                                                    | Total                    | Total                    | 3 972        | 100,00       | 4 286       | 100,00      | 33     | 12     |
| Abstention                                               | Abstention               | Abstention               | 7 388        | 65,04        | 7 048       | 62,18       |        |        |
| Inscrits / participation                                 | Inscrits / participation | Inscrits / participation | 11 360       | 34,96        | 11 334      | 37,82       |        |        |

### Montcenis
- Maire sortant : Michel Rey (LR)

### Montchanin
- Maire sortant : Jean-Yves Vernochet (PS)

### Ouroux-sur-Saône
- Maire sortant : Jean-Michel Desmard (DVD)

### Palinges
- Maire sortant : Nicolas Lorton (DVG)

### Paray-le-Monial
- Maire sortant : Jean-Marc Nesme (LR)

### Perrecy-les-Forges
- Maire sortant : Claudius Michel

### Pierre-de-Bresse
- Maire sortant : Claudette Jaillet (DVG)

### Prissé
- Maire sortant : Michel Daventure (DVD)

### Romanèche-Thorins
- Maire sortant : Maurice Cochet

### Romenay
- Maire sortant : Didier Gerolt

### Rully
- Maire sortant : Sylvie Trapon (DVD)

### Saint-Germain-du-Bois
- Maire sortant : Nadine Robelin

### Saint-Germain-du-Plain
- Maire sortant : Alain Doulé (DVG)

### Saint-Léger-sur-Dheune
- Maire sortant : Daniel Leriche (DVD)

### Saint-Loup-Géanges
- Maire sortant : Bernard Lacombre

### Saint-Marcel
- Maire sortant : Raymond Burdin (LR)
- 29 sièges à pourvoir au conseil municipal (population légale 2017 : 6 049 habitants)
- 4 sièges à pourvoir au conseil communautaire (CA Le Grand Chalon)

|                          | Raymond Burdin           | LR                       | 1 127 | 58,21  | 23 | 3 |  |  |
| Saint-Marcel ensemble    |                          |                          | 1 127 | 58,21  | 23 | 3 |  |  |
|                          | Christine Louvel         | DVG                      | 809   | 41,78  | 6  | 1 |  |  |
| Avec vous demain         |                          |                          | 809   | 41,78  | 6  | 1 |  |  |
|                          |                          |                          |       |        |    |   |  |  |
| Votes valides            | Votes valides            | Votes valides            | 1 936 | 96,51  |    |   |  |  |
| Votes blancs             | Votes blancs             | Votes blancs             | 24    | 1,20   |    |   |  |  |
| Votes nuls               | Votes nuls               | Votes nuls               | 46    | 2,29   |    |   |  |  |
| Total                    | Total                    | Total                    | 2 006 | 100,00 | 29 | 4 |  |  |
| Abstention               | Abstention               | Abstention               | 2 558 | 56,05  |    |   |  |  |
| Inscrits / participation | Inscrits / participation | Inscrits / participation | 4 564 | 43,95  |    |   |  |  |

### Saint-Martin-en-Bresse
- Maire sortant : Didier Vernay (DVG)

### Saint-Rémy
- Maire sortant : Florence Plissonnier (DVD)

### Saint-Sernin-du-Bois
- Maire sortant : Hippolyte Jean-Marc (PS)

### Saint-Vallier
- Maire sortant : Alain Philibert (PCF)

### Sancé
- Maire sortant : Roger Moreau

### Sanvignes-les-Mines
- Maire sortant : Jean-Claude Lagrange (PS)

### Sassenay
- Maire sortant : Didier Rety (DVG)

### Sennecey-le-Grand
- Maire sortant : Jean Bourdaillet (DVD)

### Simandre
- Maire sortant : Danielle Lecuelle

### Sornay
- Maire sortant : Christian Clerc (DVD)

### Torcy
- Maire sortant : Roland Fuchet (DVG)

### Toulon-sur-Arroux
- Maire sortant : Bernard Labrosse (PS)

### Tournus
- Maire sortant : Bertrand Veau (SE)

### Varennes-le-Grand
- Maire sortant : Patrick Le Gall (DVD)